# Патуљци са насловних страна
Патуљци са насловних страна је српски филм из 2018. године. Режирао га је Милорад Милинковић, који је написао и сценарио.

## Радња
Никола има 40-ак година и водећа је звезда ријалити програма који се зове "Три минута славе". У пракси то изгледа тако што он безобразно вређа људе који се на тај шоу пријаве и због тога је јако цењен и одлично плаћен. Његове злобне и отровне речи магнетски привлаче гледалиште и рејтинге дижу до небеса. Осим тога, он смишља и разне друге ријалити формате, као и разне скривене камере. Његов најбољи пријатељ, Зоран, власник је медијске куће која се бави производњом разних ријалити формата, а жена његовог пријатеља, Мира, његова је највећа љубав из младости, што, наравно, нико осим њих двоје не зна. Николин живот почиње да се мења у тренутку када смишља начин како да од младе девојке коју гура њена амбициозна мајка, направе звезду. Смештају јој скривену камеру која се отима контроли и он почиње да се пита: је ли све то заправо намештаљка, тј. скривена камера коју подмећу њему? Када се увери да су одређене околности ипак стварне, принуђен је да спасава сопствену кожу на начин који једино и зна... помоћу ријалити програма. Али, он мора да разлучи најважније: да ли је цео његов живот један велики ријалити? И шта је у свему стварно, а шта само измишљотина која доноси рејтинге?
Патуљци са насловних страна су црна комедија која никога не осуђује, пренаглашена радња и хумор служе као оштрица којом редитељ и сценариста презентује публици виђење ситуације али и каква ће бити будућност ако се ништа не промени.

## Улоге
| Глумац               | Улога                      |
| -------------------- | -------------------------- |
| Гордан Кичић         | Никола                     |
| Борис Миливојевић    | Зоран                      |
| Александар Радојичић | Боба Фурија                |
| Милена Радуловић     | Жаклина Бабић              |
| Тамара Крцуновић     | Мира                       |
| Јелена Ђукић         | Гордана Бабић              |
| Олга Одановић        | Радојла                    |
| Радослав Миленковић  |                            |
| Љубомир Бандовић     | Сима обезбеђење            |
| Марко Гверо          |                            |
| Душан Ковачевић      | Ђорђе Ђуровић              |
| Сања Радишић         |                            |
| Милош Влалукин       |                            |
| Новак Радуловић      |                            |
| Анамарија Џамбазов   |                            |
| Андрија Кузмановић   | помоћник ријалити програма |
| Тамара Радовановић   |                            |
| Оливера Викторовић   |                            |